# Triftsee (Triftwasser)
Der Triftsee ist ein See in den Urner Alpen bei Gadmen im Kanton Bern auf 1652 m ü. M. Er entstand im Jahr 2002 durch das Abschmelzen des unteren Teils des Triftgletschers hinter einem Felsriegel und wuchs allmählich.

## Geschichte
Bis Ende der 1990er Jahre hatte der Gletscher noch bis an den Felsriegel gereicht. Danach zog er sich schnell zurück, gehörte nach der Jahrtausendwende zu den Gletschern mit dem grössten Längenverlust in der Schweiz. Rund um die Gletscherzunge bildete sich 1998 erstmals ein Gletscherrandsee. Im «Triftchessel» hinter dem Felsriegel staute sich darauf das Schmelzwasser rund 20 Meter hoch zum Triftsee. Bis 2006 reichte die Gletscherzunge noch bis in den See. Der See ist der grösste natürliche Gletschersee der Schweiz.
Die Kraftwerke Oberhasli planen, den Triftsee mittels Bau einer 177 Meter hohen Bogenstaumauer als Stausee mit einem Volumen von 85 Millionen Kubikmeter zur Stromproduktion zu nutzen. Umweltorganisationen bekämpfen das Projekt.
Die Triftbrücke im Ausflussbereich des Sees wurde 2004 erbaut und 2009 durch einen neuen Steg an einem leicht versetzten Standort ersetzt. Sie ermöglicht den Zustieg zur Trifthütte nach dem Abschmelzen des Gletschers.